# Селенид меди(II)
Селенид меди(II) — неорганическое соединение, 
соль металла меди и селеноводородной кислоты с формулой CuSe,
чёрные кристаллы,
плохо растворяется в воде.

## Получение
- Пропускание селеноводорода через раствор соли меди(II):

{\displaystyle {\mathsf {CuSO_{4}+H_{2}Se\ {\xrightarrow {}}\ CuSe\downarrow +H_{2}SO_{4}}}}
- Действие паров селена на металлическую медь:

{\displaystyle {\mathsf {Cu+Se\ {\xrightarrow {T}}\ CuSe}}}
- Нагревание хлорида меди(II) в токе селеноводорода:

{\displaystyle {\mathsf {CuCl_{2}+H_{2}Se\ {\xrightarrow {T}}\ CuSe+2HCl}}}

## Физические свойства
Селенид меди(II) образует чёрные кристаллы
гексагональной сингонии,
пространственная группа P 63/mmc,
параметры ячейки a = 0,394 нм, c = 1,725 нм, Z = 6.
Плохо растворяется в воде.

## Химические свойства
- Разлагается при нагревании:

{\displaystyle {\mathsf {2CuSe\ {\xrightarrow {T}}\ Cu_{2}Se+Se}}}